# Platygaster tubulosa
Platygaster tubulosa är en stekelart som beskrevs av Charles Thomas Brues 1922. Platygaster tubulosa ingår i släktet Platygaster och familjen gallmyggesteklar. Arten är reproducerande i Sverige. Inga underarter finns listade i Catalogue of Life.